# Gare de Madrid-Vallecas
La gare de Vallecas est une gare ferroviaire de la ligne d'Atocha à San Fernando de Henares (es). Elle est située dans le district Villa de Vallecas, à Madrid en Espagne.
C'est une gare desservie par les trains de banlieue du réseau Cercanías Madrid.

## Situation ferroviaire
Établie à 633 mètres d'altitude, la gare de Vallecas est située au point kilométrique (PK) 7.8 de la ligne d'Atocha à San Fernando de Henares (es).

## Service des voyageurs

### Accueil
La gare est ouverte tous les jours de 00h00 à 24h00

### Desserte
Vallecas est desservie par des trains de banlieue Cercanias, des lignes C2, C7 et C8.

### Intermodalité
La gare est en correspondance directe avec la station Sierra de Guadalupe du métro de Madrid, desservie par la ligne 1.